# Aserbaidschanische Botschaft in Berlin

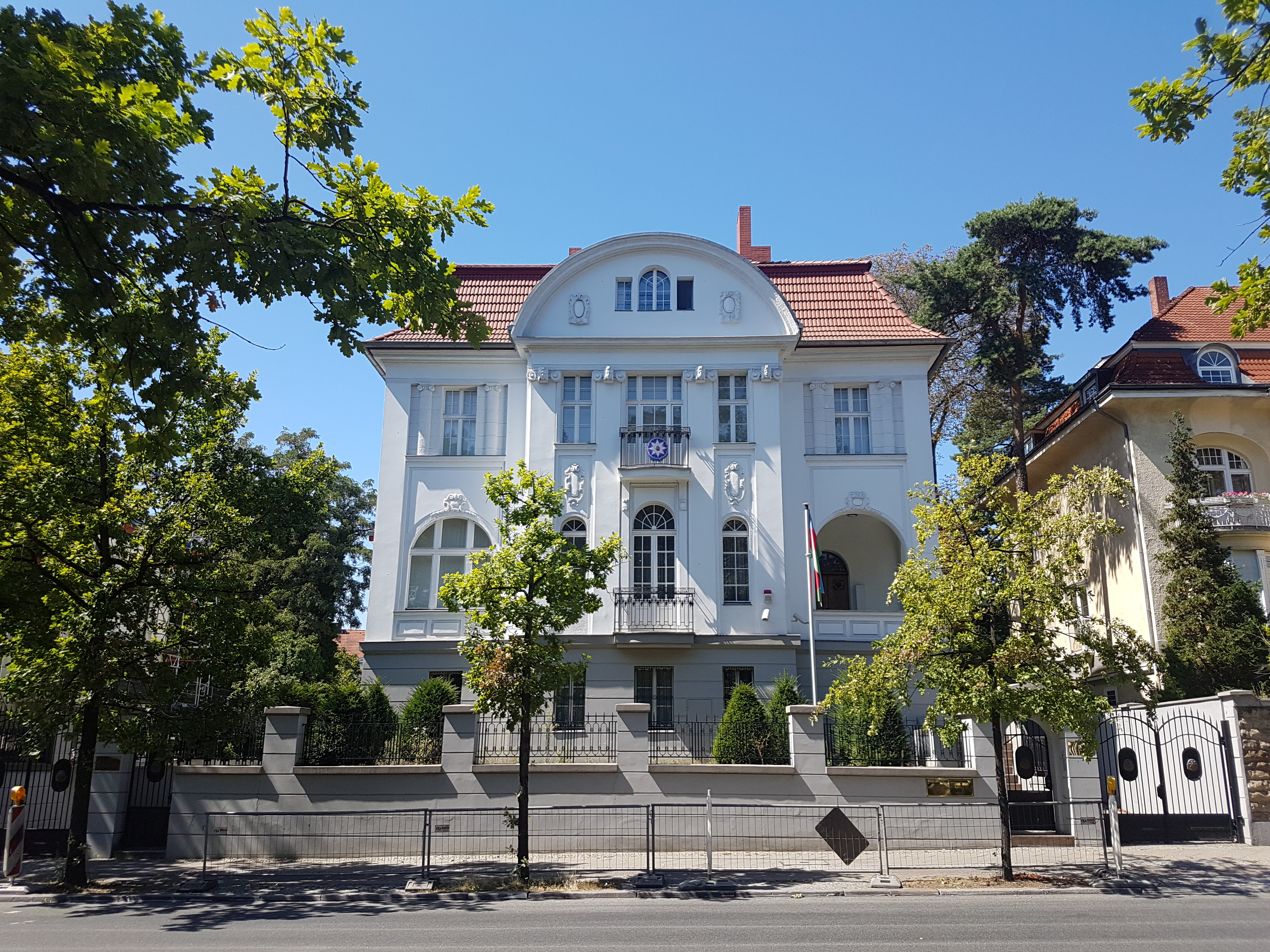
Botschaftsgebäude der Republik
Aserbaidschan in Berlin

Die aserbaidschanische Botschaft in Berlin ist die diplomatische Vertretung Aserbaidschans in Deutschland. Sie befindet sich in der Hubertusallee 43 im Berliner Ortsteil Grunewald des Bezirks Charlottenburg-Wilmersdorf. Seit 2022 ist Nasimi Aghayev aserbaidschanischer Botschafter in Deutschland.
Da Aserbaidschan keine Generalkonsulate in Deutschland hat und von 2010 bis 2021 nur von Honorarkonsul Otto Hauser in Stuttgart vertreten wurde, besitzt die Botschaft eine Konsularabteilung, die für konsularische Angelegenheiten zuständig ist.

## Diplomatische Beziehungen
Am Ende des Ersten Weltkriegs entstand 1918 die Demokratische Republik Aserbaidschan, als deren Rechtsnachfolger sich die heutige Republik Aserbaidschan betrachtet. 1920 wurde das Land von der Roten Armee besetzt. 1922 entstand aus der Aserbaidschanischen SSR, der Armenischen SSR und der Georgischen SSR die Transkaukasische Sozialistische Föderative Sowjetrepublik, die Bestandteil der Sowjetunion wurde.
In der aserbaidschanischen Hauptstadt Baku befand sich bis Mitte der 1920er Jahre ein Konsulat des Deutschen Reiches. Bis Ende der 1920er Jahre wurden die konsularischen Aufgaben für Aserbaidschan dann vom deutschen Generalkonsul im georgischen Tiflis wahrgenommen.
Nach dem Zerfall der Sowjetunion und der Gründung der Republik Aserbaidschan vereinbarten Deutschland und Aserbaidschan im Jahr 1992 die Aufnahme gegenseitiger diplomatischer Beziehungen. Aserbaidschan hatte sein erstes Botschaftsgebäude zunächst in der Schlossallee 12 in Bonn. Mit dem Umzug der deutschen Regierung nach Berlin zog die Botschaft 2001 gemeinsam mit den Botschaften Mauretaniens, Sambias und Simbabwes vorübergehend in das Verlagshaus des Schulbuchverlags Volk und Wissen in der Axel-Springer-Straße 54 in Berlin-Mitte.

## Botschaftsgebäude
Seit Anfang der 2000er Jahre befindet sich die aserbaidschanische Botschaft in der Hubertusallee 43 im Berliner Ortsteil Grunewald in einer ausgebauten ehemaligen Kaufmannsvilla. Die Villa wurde 1910/1911 nach Plänen des Architekten Adolf Langhammer für Hermann Scherek erbaut und steht seit den 1990er Jahren unter Denkmalschutz.
Das farbige Metallwappen und den Schriftzug aus Edelmetallbuchstaben auf der Fassade führte die Firma Fittkau Metallgestaltung aus Berlin im Jahr 2018 aus. Für die Kulturabteilung der Botschaft, die sich in der Klingelhöferstraße in Berlin-Tiergarten befindet, fertigte Fittkau ebenfalls den hier senkrecht geführten Schriftzug in Versalien aus Bronze.

## Kontroversen
Die aserbaidschanische Botschaft in Berlin ist Teil verschiedener Enthüllungen von Lobbyismus- und Korruptionsskandalen, die unter anderem im Zuge der Aserbaidschan-Affäre öffentlich wurden. Nach SWR-Recherchen setzten sich mehrere Bundestagsabgeordnete, darunter Olav Gutting, Eberhard Gienger, Axel Fischer oder Nikolas Löbel „auffällig offensiv für die Interessen des aserbaidschanischen Regimes“ ein. So stellten diese CDU-Abgeordneten 2019 auf Initiative der aserbaidschanischen Botschaft eine wortgleiche parlamentarische Anfrage zum Konflikt um die Region Bergkarabach und übten im Sinne des autokratisch regierten Aserbaidschans Druck auf das Auswärtige Amt aus.
Auch steht die aserbaidschanische Botschaft für ihre Finanzierung eines von 2010 bis 2021 bestehenden umstrittenen Lehrstuhls namens „Geschichte Aserbaidschans“ an der Humboldt-Universität zu Berlin in der Kritik. Die Zuschüsse betrugen jährlich etwa 100.000 bis 150.000 Euro, 2017 über eine Million Euro. Der „RefRat“ der Humboldt-Universität sieht die ehemalige Stiftungsprofessur als Teil von Lobbyismus und Einflussnahme im Kontext der „Aserbaidschan-Affäre“ mit dem Ziel „Aserbaidschan in Deutschland bekannter zu machen“, bei gleichzeitiger Mitbestimmung der Inhalte durch die Botschaft. Die Inhaberin des Lehrstuhls, Eva-Maria Auch, wies Einflussnahme durch die Botschaft stets zurück. Eine Anfrage von FragDenStaat und der Frankfurter Allgemeinen Zeitung zur Einsicht und Offenlegung der Unterlagen zum Vertrag zwischen der Botschaft und der Humboldt-Universität wurde aufgrund einer umstrittenen Einschätzung der Botschaft, wonach es sich um ein „diplomatisches Schriftstück“ handele, bislang blockiert. Da die Humboldt-Universität den Stiftungsvertrag nicht herausgeben will, weil die aserbaidschanische Botschaft das nicht wünscht, reichte FragDenStaat mit Unterstützung der Gesellschaft für Freiheitsrechte Klage gegen die Universität beim Verwaltungsgericht ein.